# Marion Torrent
Marion Torrent (Châlons-en-Champagne, Grand Est, Francia; 17 de abril de 1992) es una futbolista francesa. Juega de defensa o centrocampista defensiva y su equipo actual es el Montpellier HSC de la Division 1 Féminine francesa, donde ha jugado toda su carrera profesional. Es internacional absoluta con la selección de Francia desde 2017.

## Trayectoria
Llegó al Montpellier HSC a los 13 años. Debutó por el primer equipo el 1 de mayo de 2008, donde jugó los 90 minutos en la derrota por 1-2 ante el FCF Hénin-Beaumont. Terminó su primera temporada como profesional con cuatro partidos jugados. La siguiente temporada 2008-09 jugó ocho encuentros para el club de Montpellier, incluidos dos partidos de copa, ayudando al club a ganar la Copa de Francia esa temporada.
Para la temporada 2009-10 se le asignó el dorsal número 4, y la entrenadora Sarah M'Barek le dio la titularidad.

## Selección nacional
Ha representado a Francia en categorías juveniles.
Debutó con la selección de Francia en el 2017.

## Clubes
| Club            | País    | Año             |
| --------------- | ------- | --------------- |
| Montpellier HSC | Francia | 2007 - Presente |